# فيلي شامبرز
فيلي شامبرز (بالإنجليزية: Willie Chambers)‏ هو مغني أمريكي، ولد في 3 مارس 1938 في مسيسيبي في الولايات المتحدة.

## وصلات خارجية
- فيلي شامبرز على موقع IMDb (الإنجليزية)
- فيلي شامبرز على موقع ميوزك برينز (الإنجليزية)
- فيلي شامبرز على موقع ديسكوغز (الإنجليزية)